# 吳燦坤
吳燦坤（1951年10月14日—），是台灣男性企業家，出生於高雄，燦坤實業股份有限公司創辦人以及前董事長，南台工專與台灣大學畢業。